# 그 여름의 태풍
《그여름의 태풍》은 2005년 5월 28일부터 2005년 9월 4일까지 방영된 SBS 주말극장이다.
이 드라마는 첫 회에서 유명 축구선수를 비하하는 의혹이 제기된 데다가 두 여주인공의 어설픈 연기력 뿐 아니라 결말도 조기종영하듯 급박하게 마무리한 느낌을 받았다는 지적이 있었다.

## 줄거리
한광석은 정미령과의 불륜으로 강정옥과 이혼한다. 아들 지민은 한광석이 데려가지만 당시 임신 중이었던 강정옥이 낳은 딸 수민은 강정옥의 오빠 부부인 강철규와 오성미가 기른다.
세월이 흘러 배우가 된 수민은 한광석-정미령의 딸 은비와 라이벌 관계를 형성한다. 그리고 지하와 사랑에 빠지지만 그가 자신의 친오빠임을 알고 충격을 받는다.

## 등장 인물

### 주요 인물
- 정다빈 : 강수민 역 (아역 심은경)
  - 배우. 한광석과 강정옥의 딸이나 외숙부인 강철규와 오성미의 딸로 알고 자란다.
- 한예슬 : 태풍이 역
  - 배우. 한광석과 정미령이 불륜으로 낳은 딸. 수민의 이복 여동생.
- 정찬 : 김한희 역
  - 영화감독. 수민을 좋아한다
- 이재황 : 제임스 한 / 강지하 역
  - 본명 강지민. 한광석과 강정옥의 아들. 한광석과 강정옥과 이혼 후 '지하'로 개명했다. 친여동생인 수민과 사랑에 빠진다.

### 주변 인물
- 노주현 : 한광석 역
  - 배우. 불륜으로 본처 강정옥을 버리고 정미령과 재혼한다.
- 이효춘 : 강정옥 역
  - 배우. 지하와 수민의 생모.
- 장미희 : 정미령 역
  - 배우. 현 한미영화사 대표.
- 김종결 : 강철규 역
  - 수민의 외숙부.
- 선우은숙 : 오성미 역
  - 수민의 외숙모.
- 송기윤 : 장용환 역
- 서민정 : 정유란 역 (아역 김한비)
  - 수민의 친구. 지훈의 연인.
- 온주완 : 한지훈 역
  - 한광석과 정미령의 아들. 은비의 친동생이자 지하와 수민의 이복동생.

### 그 외 인물
- 신명철 : 유란의 아버지 역
- 최은숙 : 천씨 역
- 도현주 : 사진관 역
- 배정아 : 양 비서 역
- 문회원 : 장 감독 역
- 이영진 : 스튜어디스 역
- 이정성 : 단양 의사 역
- 고영민 : 승무원 역
- 원유미 : 승무원 역
- 김선은 : 승무원 역

## 참고 사항
- 정유란 역을 맡은 서민정은 《그 여름의 태풍》을 통해 정극 연기에 데뷔를 했다.[3]

## 경쟁 프로그램
- 부모님전상서 (KBS 2TV)
- 슬픔이여 안녕 (KBS 2TV)
- 사랑찬가 (MBC)